# Black Flies
Pour plus de détails, voir Fiche technique et Distribution.
Black Flies (Asphalt City) est un film américain réalisé par Jean-Stéphane Sauvaire et sorti en 2023. Il s'agit de l'adaptation du roman 911 de Shannon Burke, relatant l'enfer quotidien de deux ambulanciers new-yorkais.
Il est sélectionné en compétition officielle au festival de Cannes 2023.

## Synopsis
À New York, le jeune ambulancier Ollie Cross fait équipe avec le très expérimenté Gene Rutkovsky. Le jeune homme va découvrir les risques du métier et être confronté à l'enfer quotidien de la violence et de la détresse humaine. Cela va le pousser à revoir sa vision de la vie et la mort.

## Fiche technique
Sauf indication contraire, les informations mentionnées dans cette section peuvent être confirmées par la base de données cinématographiques IMDb,  présente dans la section « Liens externes ».
- Titre français et ancien titre original : Black Flies
- Titre original : Asphalt City
- Réalisation : Jean-Stéphane Sauvaire
- Scénario : Ryan King et Ben Mac Brown, d'après le roman 911 de Shannon Burke
- Musique : Nicolas Becker et Quentin Sirjacq
- Photographie : David Ungaro
- Décors : Robert Pyzocha
- Costumes : Stacy Jansen
- Production : Eric Gold, Warren Goz, John Ira Palmer, Tye Sheridan, Lucan Toh, Tina Wang et John Wildermuth

Producteurs délégués : Babak Anvari, Jamie Buckner, James Masciello, Tom Ortenberg, Luke Rodgers, Matthew Sidari et Mitchell Zhang
- Sociétés de production : Two & Two Pictures, AZA Films, Projected Picture Works, Force Majeure, Sculptor Media
- Sociétés de distribution : FilmNation Entertainment / Vertical Entertainment (États-Unis), The Searchers (Belgique), Metropolitan Filmexport (France)
- Pays de production :  États-Unis
- Langue originale : anglais
- Format : couleur
- Genre : drame, thriller
- Durée : 124 minutes
- Dates de sortie[1] : 
  - France : 18 mai 2023 (festival de Cannes - compétition officielle)
  - États-Unis : 29 mars 2024
  - France : 3 avril 2024
- Interdit aux moins de 12 ans lors de sa sortie en France

## Distribution
- Sean Penn (VF : Emmanuel Karsen) : Gene Rutkovsky
- Tye Sheridan (VFB : Yannick Besson) : Ollie Cross
- Michael Pitt (VFB : Olivier Prémel) : LaFontaine
- Mike Tyson (VFB : Sébastien Hébrant) : le chef Burroughs
- Gbenga Akinnagbe (VFB : Jonathan Simon) : Verdis
- Raquel Nave (VFB : Lorca Chaton) : Clara
- Katherine Waterston (VFB : Marcha Van Boven) : Nancy
- Kali Reis (VFB : Sofia Abouatmane) : Nia

## Production

### Genèse et développement
Le film est une adaptation du roman 911 (Black Flies) de Shannon Burke, publié en 2008 aux États-Unis. À l'origine, Darren Aronofsky est lié au projet mais il ne concrétise pas. Le français Jean-Stéphane Sauvaire est annoncé à la réalisation en février 2019.

### Attribution des rôles
Sean Penn rejoint officiellement la distribution du film, déjà composée de Tye Sheridan, en février 2021. Mel Gibson avait un temps été envisagé à la suite d'un premier refus de Sean Penn.
Ils sont ensuite rejoints par Katherine Waterston, Michael Pitt et Mike Tyson.
La plupart des autres personnages sont incarnés par des habitants de Brooklyn non professionnels.

### Tournage
Le tournage débute le 25 avril 2022 à New York. Il se déroule principalement à Bushwick (en), quartier de résidence du réalisateur.

## Sortie et accueil

### Dates de sortie et titre
Le film est présenté le 18 mai 2023, en avant-première au festival de Cannes 2023 sous le titre Black Flies en compétition officielle. Il devait initialement être distribué aux États-Unis par Open Road Films (en). En janvier 2024, Vertical Entertainment (en) et Roadside Attractions (en) acquièrent finalement les droits de distribution américains. Il sortira aux États-Unis le 29 mars 2024, sous le titre Asphalt City.

### Critique
Sur le site d'agrégation de critiques Rotten Tomatoes, le film obtient 50% d'avis favorables, pour 26 critiques et une note moyenne de 5,7⁄10. Sur le site Metacritic, qui utilise une moyenne pondérée, le film obtient la note de 47⁄100 pour 15 critiques. En France, le site Allociné recense une moyenne spectateurs de 3,3⁄5 et de 2,9⁄5 pour 31 critiques de presse.
Il obtient la note de 6,1⁄10 sur le site francophone SensCritique, recensant 800 avis du public.

## Distinction

### Sélection
- Festival de Cannes 2023 : sélection officielle, en compétition